# Deutschland Cup 1991
Čtvrtý ročník hokejového turnaje Deutschland Cup se konal od 7. do 10. listopadu 1991 ve Frankfurtu. Vyhrála jej hokejová reprezentace SSSR.

## Výsledky a tabulka
|    | Tým            | V | R | P | Skóre | B |
| 1. | SSSR           | 2 | 1 | 0 | 13:8  | 5 |
| 2. | Švédsko        | 2 | 1 | 0 | 10:7  | 5 |
| 3. | Německo        | 1 | 0 | 2 | 9:10  | 2 |
| 4. | Československo | 0 | 0 | 3 | 10:16 | 0 |

Pozn.: Při rovnosti bodů rozhodlo skóre, jelikož vzájemný zápas skončil remízou.
 Československo –  Švédsko 4:6 (2:3, 0:1, 2:2)
7. listopadu 1991 – Frankfurt

Branky a nahrávky Československa: 5:59 František Procházka (Petr Hrbek), 10:52 Ľubomír Kolník (Richard Šmehlík, Igor Liba), 43:53 Ľubomír Kolník (Igor Liba), 50:57 Petr Hrbek (Richard Žemlička).

Branky a nahrávky Švédska: 4:16 Thomas Rundqvist (Markus Naslund, Bengt-Åke Gustafsson), 15:49 Håkan Loob, 19:03 Fredrik Stillman, 35:20 Peter Ottosson (Bengt-Åke Gustafsson), 50:45 Naslund (Thomas Runqvist), 52:15 Tommy Sjödin (Patric Kjellberg, Peter Ottosson).

Rozhodčí: Peter Slapke (GER) - Deubert (GER), Schindler (GER)

Vyloučení: 4:3 (využití 0:0) navíc Daniel Rydmark na 5 minut.
ČSFR: Jaromír Dragan - Róbert Švehla, František Procházka, Richard Šmehlík, Josef Řezníček, Jiří Šlégr, Ľubomír Sekeráš, Michal Mádl, Radomír Brázda - Žigmund Pálffy, Petr Hrbek, Richard Žemlička - Peter Veselovský, Igor Liba, Ľubomír Kolník - Jiří Lála, Robert Lang, Kamil Kašťák - Radek Kampf, Petr Kořínek, Ladislav Lubina. 
Švédsko: Håkan Algotsson - Stefan Larsson, Per Lundell, Calle Johansson, Fredrik Stillman, Tommy Sjödin, Peter Popovic - Thomas Rundqvist, Håkan Loob, Markus Naslund - Peter Ottosson, Bengt-Åke Gustafsson, Patrick Carnbäck - Mats Näslund, Daniel Rydmark, Niklas Eriksson - Patric Kjellberg, Roger Hansson, Johan Strömwall.
 Německo –  SSSR 3:5 (1:3, 2:0, 0:2)
7. listopadu 1991 – Frankfurt

Branky Německa: 5. Peter Draisaitl, 28. Tobias Abstreiter, 37. Jurgen Rumrich.

Branky SSSR: 4. Roman Oksjuta, 13. Alexandr Semak, 15. Alexej Žitnik, 56. Alexej Žamnov, 60. Alexandr Semak.

Rozhodčí: Reto Bertolotti (SUI) - Mosler (GER), Tursas (GER)

Vyloučení: 3:3 (využití 1:0) 
Německo: Joseph Heiss - Stefan Steinecker, Marco Rentzsch, Ron Fischer, Michael Heidt, Harold Kreis, Jörg Mayr, Torsten Kienass, Heinrich Schiffl - Thomas Schinko, Georg Holzmann, Raimund Hilger - Jurgen Rumrich, Michael Rumrich, Knut Vogel - Andreas Lupzig, Tobias Abstreiter, Ernst Köpf - Lorenz Funk, Peter Draisaitl, Alex Kammerer. 
SSSR: Michail Štalenkov - Sergej Sorokin, Alexandr Karpovcev, Dmitrij Juškevič, Vjačeslav Uvajev, Vladimir Malachov, Dmitrij Mironov, Igor Kravčuk, Alexej Žitnik - Valerij Kamenskij, Alexandr Semak, Alexej Žamnov - Nikolaj Borševskij, Igor Boldin, Vitalij Prochorov - Andrej Potačuk, Alexaj Kudašov, Viktor Gordjuk - Roman Oksjuta, Vjačeslav Bucajev, Igor Dorochin.
 SSSR –  Československo 6:3 (2:1, 1:0, 3:2)
9. listopadu 1991 – Frankfurt

Branky a nahrávky SSSR: 2:58 Roman Oksjuta (Alexandr Andrijevsky), 4:26 Vitalij Prochorov (Nikolaj Borševsky), 31:00 Roman Oksjuta (Vjačeslav Bucajev), 4:1 46:09 Juškevič (Nikolaj Borševsky), 49:53 Dmitrij Mironov (Viktor Gordjuk), 59:14 Viktor Gordjuk.

Branky a nahrávky Československa: 19:44 Petr Hrbek (Richard Žemlička, František Procházka), 46:43 Ľubomír Sekeráš (Robert Lang, Jiří Šlégr), 55:42 Petr Hrbek (Richard Žemlička, František Procházka).

Rozhodčí: Peter Slapke (GER) - Deubert (GER), Schindler (GER)

Vyloučení: 7:8 (využití 1:1) navíc Alexandr Andrijevsky na 10 minut.
SSSR: Michail Štalenkov - Sergej Sorokin, Alexandr Karpovcev, Dmitrij Juškevič, Vjačeslav Uvajev, Vladimir Malachov, Dmitrij Mironov, Igor Kravčuk, Alexej Žitnik - Valerij Kamenskij, Alexandr Semak, Alexej Žamnov - Nikolaj Borševskij, Igor Boldin, Vitalij Prochorov - Andrej Potačuk, Alexaj Kudašov, Viktor Gordjuk - Roman Oksjuta, Vjačeslav Bucajev, Alexandr Andrijevsky.
ČSFR: Milan Hnilička (47. Jaromír Dragan) - Róbert Švehla, František Procházka, Richard Šmehlík, Josef Řezníček, Jiří Šlégr, Ľubomír Sekeráš, Michal Mádl, Radomír Brázda - Žigmund Pálffy, Petr Hrbek, Richard Žemlička - Peter Veselovský, Igor Liba, Ľubomír Kolník - Jiří Lála, Robert Lang, Kamil Kašťák - Ladislav Lubina, Radek Kampf, Jaroslav Otevřel. 
 Švédsko -  Německo 3:2 (1:1, 2:0, 0:1)
9. listopadu 1991 – Frankfurt

Branky a nahrávky Švédska: 8. Naslund (Daniel Rydmark), 23. Daniel Rydmark (Fredrik Stillman), 27. Daniel Rydmark (Peter Popovic).

Branky a nahrávky Německa: 16. Georg Holzmann (Raimund Hilger), 48. Georg Holzmann (Ron Fischer).

Rozhodčí: Nikolaj Morozov (URS) - Schimm (GER), Trainer (GER)

Vyloučení: 2:2 (využití 0:1)
Švédsko: Håkan Algotsson - Tommy Sjödin, Petri Liimatainen, Larsson, Per Lundell , Calle Johansson, Fredrik Stillman, Peter Popovic - Thomas Rundqvist, Håkan Loob, Markus Naslund - Peter Ottosson, Bengt-Åke Gustafsson, Patrick Carnbäck - Mats Näslund, Daniel Rydmark, Eriksson - Patric Kjellberg, Johan Strömwall, Julin.
Německo: Joseph Heiss - Harold Kreis, Jörg Mayr, Ron Fischer, Michael Heidt, Stefan Steinecker, Marco Rentzsch, Torsten Kienass, Heinrich Schiffl - Ernst Köpf, Peter Draisaitl, Andreas Lupzig - Jurgen Rumrich, Michael Rumrich, Knut Vogel - Thomas Schinko, Georg Holzmann, Raimund Hilger - Michael Pohl, Tobias Abstreiter, Alex Kammerer. 
 Německo –  Československo 4:3 (1:1, 2:1, 1:1)
10. listopadu 1991 – Frankfurt

Branky a nahrávky Německa: 6:45 Andreas Lupzig (Peter Draisaitl, Ernst Köpf), 30:31 Peter Draisaitl (Ernst Köpf), 38:54 Ron Fischer (Raimund Hilger, Georg Holzmann), 44:00 Raimund Hilger (Georg Holzmann, Michael Pohl).

Branky a nahrávky Československa: 2:35 Robert Lang (Jiří Lála, Kašták), 26:14 Igor Liba (Peter Veselovský, Richard Šmehlík), 47:04 Igor Liba (Peter Veselovský).

Rozhodčí: Nikolaj Morozov (URS) - Schimm (GER), Trainer (GER)

Vyloučení: 4:5 (využití 1:0)
Německo: Joseph Heiss (30. Klaus Merk) - Stefan Steinecker, Marco Rentzsch, Ron Fischer, Michael Heidt, Harold Kreis, Jörg Mayr, Torsten Kienass, Heinrich Schiffl - Michael Pohl, Georg Holzmann, Raimund Hilger - Jurgen Rumrich, Michael Rumrich, Knut Vogel - Lorenz Funk, Tobias Abstreiter, Alex Kammerer - Ernst Köpf, Peter Draisaitl, Andreas Lupzig.
ČSFR: Jaromír Dragan - Róbert Švehla, František Procházka, Richard Šmehlík, Josef Řezníček, Jiří Šlégr, Ľubomír Sekeráš, Michal Mádl, Radomír Brázda - Žigmund Pálffy, Petr Hrbek, Richard Žemlička - Žigmund Pálffy, Petr Hrbek, Richard Žemlička - Peter Veselovský, Igor Liba, Ľubomír Kolník - Jiří Lála, Robert Lang, Kamil Kašťák - Radek Kampf, Petr Kořínek, Ladislav Lubina. 
 Švédsko –  SSSR 2:2 (2:1, 0:0, 0:1)
10. listopadu 1991 – Frankfurt

Branky a nahrávky Švédska: 1. Patrik Carnbäck (Peter Ottosson), 12. Håkan Loob (Markus Naslund, Thomas Rundqvist).

Branky a nahrávky SSSR: 5. Nikolaj Borševsky (Igor Boldin), 48. Alexandr Semak.

Rozhodčí: Reto Bertolloti (SUI) - Mosler (GER), Tursas (GER)

Vyloučení: 3:3 (využití 0:1)